# Atheist
Gli Atheist sono un gruppo death metal statunitense formatosi nel 1987 in Florida. Sono considerati il primo gruppo death metal tecnico della storia e tra i maggiori ispiratori del death metal progressivo.

## Storia del gruppo

### Gli inizi
Il gruppo viene fondato dal chitarrista Kelly Shaefer, insieme ad un amico batterista, nel 1984 in Florida col nome di Oblivion. Dopo poco tempo entra in formazione il batterista Steve Flynn e con l'ingresso del bassista Roger Patterson e di un cantante soprannominato Scrappy, all'inizio del 1985, la band cambia nome in R.A.V.A.G.E., acronimo di Raging Atheists Vowing a Gory End. Dopo poco tempo il cantante viene allontanato dal gruppo e Shaefer decide di occuparsi lui stesso delle parti vocali. Il gruppo inizia quindi ad aggiungere al proprio repertorio, oltre alle cover di Slayer, Exodus e Anthrax, anche i primi pezzi propri, come Undefined Wisdom e On the Slay.
La band suona come supporto a Havoc e Nasty Savage. Nell'agosto 1985 il gruppo entra per la prima volta in studio per registrare Kill or Be Killed integrato poi nel demo Rotting In Hell contenente altri quattro pezzi registrati dal vivo.
Nonostante la qualità del suono non eccelsa, il gruppo si fa un nome nell'underground. In seguito al reclutamento del secondo chitarrista Mark Sczawtsberg nell'agosto del 1986, il quartetto incide un demo di tre brani, On The Slay che attira l'attenzione di Borivoj Krgin, editore di Violent Noize, che crea i presupposti per far partecipare il gruppo alla compilation della Godly Records che uscità alla metà del 1987 Raging Death con i pezzi Brain Damage e On The Slay; alla compilation parteciperanno tra l'altro i Sadus e gli Xecutioner (i futuri Obituary).

### Gli Atheist
Nel 1987 Mark Sczawtsberg abbandona il gruppo per divergenze con gli altri membri e la band sceglie inizialmente di sostituirlo con un altro chitarrista, il quale però viene licenziato dopo neanche una settimana ed il gruppo rimane in una formazione a tre. Nel 1988 giunge il chitarrista Randy Burkey, ma il gruppo è costretto a cambiare nome per problemi di omonimia, ribattezzandosi Atheist. In aprile il gruppo entra nei leggendari Morrisound Recording di Tampa in Florida dove registra il quarto demo Beyond con cinque canzoni. Gli Atheist vengono eletti dalla rivista Metal Forces miglior band esordiente e Beyond viene eletto miglior demo dell'anno. La band fa il tour con gruppi come Testament, Vio-Lence, Death e Death Angel e stipula un contratto con la Mean Machine Records grazie al manager Borivoj Krgin.

### Piece of Time
A novembre 1988 il gruppo torna ai Morrisound Recording per registrare Piece of Time, ma le pessime condizioni finanziarie della casa discografica che porteranno l'etichetta alla chiusura, fermano temporaneamente la band. La band passa poi sotto etichetta Metal Blade Records che riesce a distribuire l'album.

### Il tour del 1990 e la morte del bassista Roger Patterson
Il tour del 1990 è con gruppi come Napalm Death, Morbid Angel, Obituary, Forbidden, Death Angel e Exodus. Nel dicembre 1990 il gruppo arriva in Europa per la prima volta, dove suona in Svezia e Norvegia come headliner, accompagnato da Entombed, Morgoth e Candlemass. Terminato il tour, il 12 febbraio 1991, nei sobborghi di New Orleans, un incidente coinvolse il van del gruppo e il bassista Roger Patterson perì nell'incidente a soli ventidue anni.

### L'entrata di Tony Choy dei Cynic eUnquestionable Presence
Non decisi a sciogliersi, viene scelto come sostituto Tony Choy, bassista dei Cynic, reclutato come turnista per le registrazioni di Unquestionable Presence, registrato nel mese di giugno sempre ai Morrisound Recording con l'occhio attento del produttore Scott Burns, il risultato sconvolge i fan per le influenze jazz fusion come conferma il cantante e chitarrista Kelly Shaefer:

### Il primo scioglimento
Terminata la registrazione Tony Choy si limita ad un paio di esibizioni dal vivo entra nella formazione il batterista Darren Mc Farland, poi si unisce ai Pestilence per il tour americano dei Death.  Tra il gennaio e il marzo del 1992 il gruppo fa il tour con i Cannibal Corpse e i Gorguts, ma nel luglio del 1992 la band si scioglie.

### Le carriere soliste, la reunion eElements
Il cantante e chitarrista Kelly Shaefer fonda il gruppo rock dei Neurotica, mentre il batterista Steve Flynn riprende gli studi, l'ultimo arrivato Darren Mc Farland va nei Cynic. Gli obblighi contrattuali vanno rispettati, e quindi la Active Records deve far registrare agli Atheist un terzo cd: Elements, che assieme a Spheres dei Pestilence fu tra i primi episodi di death metal con influenze marcatamente jazz fusion. Kelly Shaefer quindi in poco più di un mese richiama i membri del gruppo per la registrazione dell'album. Sull'ultimo periodo del gruppo, sugli Atheist e su Elements Kelly Shaefer si esprime con queste parole:
e su Elements in particolare:

### Lo scioglimento definitivo degli Atheist
Dopo Elements e alcune date in Europa, a causa di controversie di natura economica causa l'abbandono di Choy e del nuovo batterista Marcell Dissantos, Burkey viene arrestato e poi liberato su cauzione col divieto di espatriare. In questa situazione Shaefer decide di sciogliere definitivamente il gruppo.
La Relapse Records ha ristampato i tre dischi alla fine del 2005, con tanto di box set in vinile contenente i tre album ed il demo dei R.A.V.A.G.E., "On They Slay".

### La reunion del 2006
All'inizio del 2006 gli Atheist hanno annunciato la loro "reunion". Il gruppo è attualmente formato da Schaefer, Burkey, Choy e Flynn. Schaefer si occupa solo delle parti vocali a causa di una tendinite e un dolore al tunnel carpale che gli impedisce di suonare la chitarra. Il chitarrista degli Gnostic Sonny Carson ha suonato le parti di chitarra di Shaefer. Recentemente Chris Baker degli Gnostic ha sostituito Burkey per il motivo di cause legali.
Esce poi nel 2010 ai primi di novembre l'attesissimo quarto album in studio, dopo 17 anni di pausa arriva infatti Jupiter con 8 nuove canzoni.
Nei primi mesi del 2024 iniziano il tour europeo "Unquestionable Blasphemy" insieme ai canadesi Cryptopsy.

## Formazione

### Formazione attuale
- Kelly Shaefer - chitarra, voce (1987-1993, 1994, 2006)
- Chris Baker - chitarra (1988-1993, 1994, 2006) (ex Gnostic)
- Jonathan Thompson - basso (2009) (Gnostic, Sybaritic)
- Steve Flynn - batteria (1987-1993, 2006)

### Ex componenti
- Roger Patterson - basso (1987-91)
- Marcel Dissantos - batteria (1994) (ex Deceased)
- Rand Burkey - chitarra (1988-1993, 1994)
- Mark Sczawtsberg - chitarra (1987)
- Darren Mc Farland - batteria (1993-4) (ai Cynic)
- Tony Choy - basso (1991-1993, 1994, 2006, 2010) (C-187, ex Cynic, Pestilence, Area 305)

## Discografia
Album in studio
- 1989 - Piece of Time
- 1991 - Unquestionable Presence
- 1993 - Elements
- 2010 - Jupiter

Live
- 2009 - Unquestionable Presence: Live at Wacken